# ناهید (روزنامه تهران)
هفتگی ناهید (با وقفه‌هایی، ۲۲ فروردین ۱۳۰۰–۳۰ اردی بهشت ۱۳۱۲) ارگان طنزآمیز هواداران سردار سپه بود که به وسیله میرزا ابراهیم ناهید و همکاری عارف قزوینی در تهران منتشر می‌شد. روزنامه ناهید بعد از نشریات صدر مشروطه اولین نشریه انتقادی و فکاهی همراه با کاریکاتور بود که مقبولیت عام یافت و مشتاقان زیادی داشت.
اغلب مخالفان خودکامگی سردار سپه یا کسانی که این روزنامه به آن‌ها پرخاش کرده یا ناسزا گفته بود به دشمنی با این نشریه پرداختند که یکی از آن‌ها ملک الشعرای بهار بود. او را در ناهید «طماع الشعرا» می‌خواندند. بهار هم در چند سروده، میرزا ابراهیم ناهید و روزنامه‌اش را هجو کرده از جمله:
| ای سیه نامه ناهید و طرفدار رضا |  | آلت آلت بدخواه وطن در هر باب |

با این حال، از سال ۱۳۰۵ به بعد بسیاری از شعرهای تازهٔ ملک‌الشعرای بهار در ناهید چاپ شد و جالب‌تر اینکه پس از آنکه بهار به زندان افتاد با ابراهیم ناهید هم‌بند شد.